# Порхун Олександр Володимирович
Олекса́ндр Володи́мирович Порхун (21 січня 1987, Київ) — український політичний та громадський діяч, майор ЗСУ у відставці, учасник російсько-української війни, колишній командир 13-го окремого аеромобільного батальйону 95-ї окремої аеромобільної бригади. Герой України (2015).
Кандидат у народні депутати на позачергових парламентських виборах 21 липня 2019 року в одномандатному виборчому окрузі № 217. З 9 лютого по 5 вересня 2024 року — в.о. Міністра у справах ветеранів України.

## Життєпис
Народився 21 січня 1987 року в Києві. Дитинство минуло у столичній Оболоні, де сім'я оселилася 1993 року. Батько Володимир Порхун (1948—2011) зварювальник, будував перші багатоповерхові будинки на Оболоні. Мати Валентина Порхун працювала вчителькою математики у спеціалізованій школі № 239 з поглибленим вивченням німецької мови в Оболонському районі Києва.
Після 9-го класу школи № 239 вступив до Київського військового ліцею імені Івана Богуна, який закінчив 2004-го. Того ж року вступив до Одеського інституту Сухопутних військ, а 2006 року продовжив навчання у Львівському інституті Сухопутних військ ім. Петра Сагайдачного Національного університету «Львівська політехніка». Здобув диплом спеціаліста з бойового застосування та управління діями аеромобільних підрозділів.
У серпні 2008 року розпочав військову службу у 13-му окремому аеромобільному батальйоні 95-ї окремої аеромобільної бригади 8-го армійського корпусу Сухопутних військ Збройних Сил України. Пройшов шлях від командира аеромобільного взводу до командира батальйону.
З березня 2014 року — учасник військових операцій у південних та східних областях України.
З 23 квітня 2014 року по 6 січня 2016 року брав участь в Антитерористичній операції на території Донецької та Луганської областей. Командував підрозділом у бойових зіткненнях під час звільнення населених пунктів Степанівка, Красний Луч, Алчевськ, Сніжне, Чорнухіне, Тельманове, Старобешиве, Торез, Ясинувата, Єнакієве, Краматорськ, Красноармійськ, Шахтарськ, Слов'янськ, Ізварине, Лисичанськ, гори Карачун.
У перший бій підрозділ під командуванням Олександра Порхуна вступив 2 травня 2014 року на мосту під Слов'янськом. Місцеве населення заблокувало на дорозі рух колони військової техніки, а з гори Карачун, яка на той час була під контролем бойовиків, вів обстріл снайпер. Умілими діям організував оборону без втрат особового складу та військової техніки. Пізніше підрозділ Олександра Порхуна у складі батальйонно-тактичної групи захопив та утримував оперативно важливу висоту 167.6 (гора Карачун), контролюючи напрямки можливих наступальних дій проросійських бойовиків поблизу біля Слов'янська.
Із серпня 2014 року по червень 2017-го командував 13 оаемб 95 оаембр.
У червні 2017 році закінчив Національний університет оборони України ім. Черняховського, отримав диплом магістра за спеціальністю «Бойове застосування та управління діями військових частин Сухопутних військ».
У грудні 2017 року звільнився з військової служби з правом носіння військової форми. Майор у відставці.
З 2018 року навчається в магістратурі Національного університету державної фіскальної служби України.
З 23 квітня 2020 по 10 вересня 2024 року — перший заступник Міністра у справах ветеранів України Сергія Бессараба.
З 9 лютого по 5 вересня 2024 року — в.о. Міністра у справах ветеранів України.
З 27 вересня 2024 року по 18 квітня 2025 року — заступник міністра охорони здоров'я України.

## Військові операції
Бій 1 липня 2014 року біля села Дякове поблизу українсько-російського кордону. Впродовж запеклого чотиригодинного бою підрозділ Олександра Порхуна знищив колону із півтора десятка вантажівок.
27 липня 2014 року командував операцією з визволення населених пунктів Степанівка та Петрівське в Шахтарському районі Донецької області.
29 липня 2014 року штурмова група під керівництвом Олександра Порхуна взяла під контроль та утримувала Савур-могилу — стратегічно важливу точку створення «Маринівського коридору» для виходу основних сил з Ізвариного.
У липні — серпні 2014 року у складі 95-ї оаембр здійснив рейд завдовжки 470 км, з яких 170 км — тиловими районами ворога уздовж південних рубежів Донецької та Луганської областей.
У січні 2015 року батальйон під командуванням Порхуна брав участь у бойових операціях з деблокування підрозділів Збройних сил у Донецькому аеропорту. Під час оборони командного пункту на «Зеніті» разом із комбригом 95 оаембр Михайлом Забродським відбивав танкову атаку й зазнав контузії.

## Громадська діяльність
У 2017 році разом з учасниками бойових дій заснував ГО «Спортивно-стрілецький клуб „Купол“» та громадську організацію «Асоціація ветеранів та учасників бойових дій „Купол“».
З лютого 2019 року — голова громадської організації «Спілка Героїв України», яку заснував разом із Героєм України Ігорем Герасименком у грудні 2018 року.

## Нагороди
- Звання Герой України з врученням ордена «Золота Зірка» (23 березня 2015) — за виняткову особисту мужність і героїзм, виявлені у захисті державного суверенітету та територіальної цілісності України, самовіддане служіння Українському народові[14].

- Ім'я та прізвище Олександра Порхуна викарбуване на стелі Героїв України, встановленій на території Національного університету оборони України імені Івана Черняховського[15].

- Нагороджений відзнакою Міністерства оборони України «Вогнепальна зброя» (2015).

## Сім'я
Дружина — Олександра Порхун (Хоменко).